# Platichthys

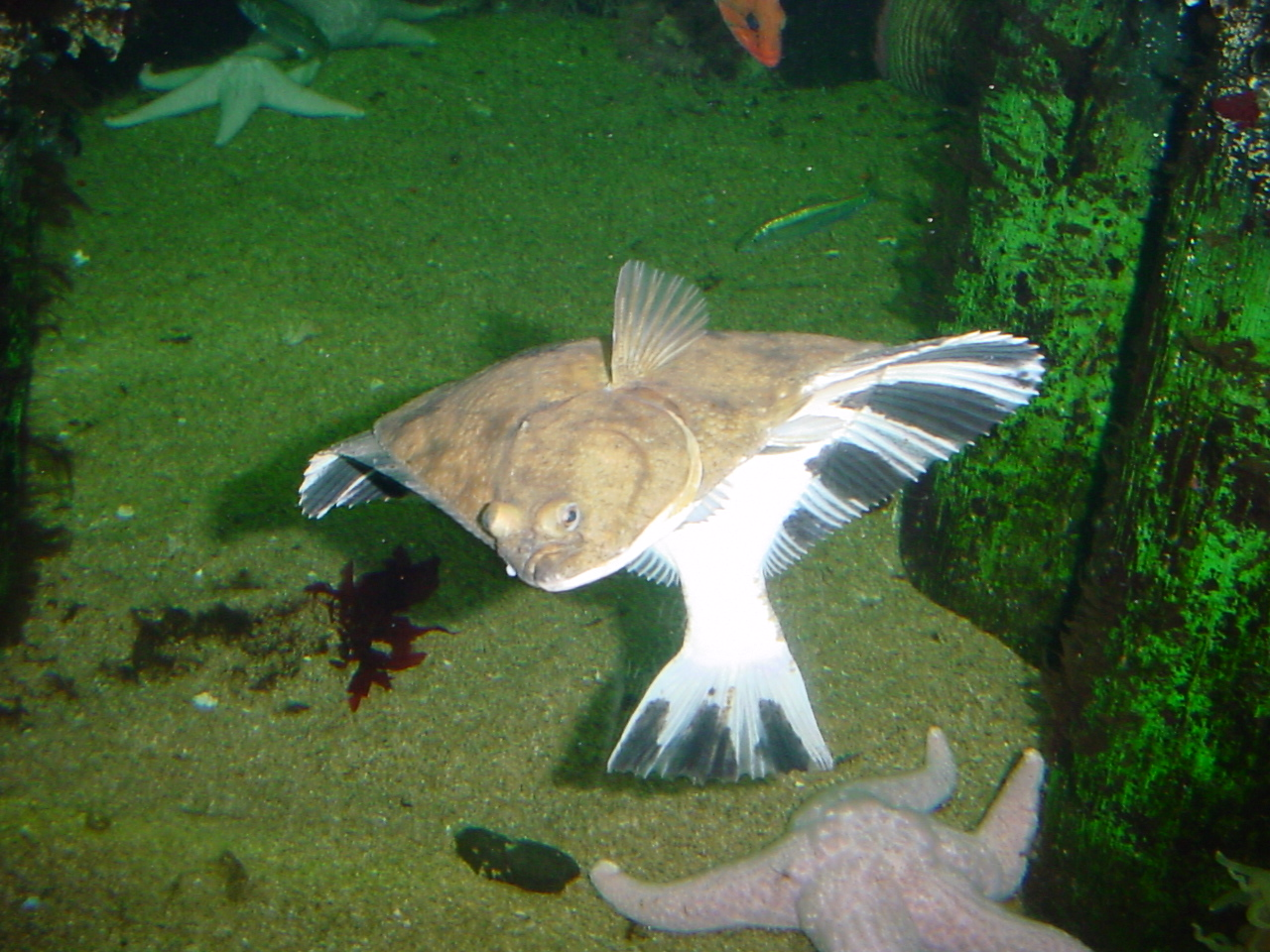
Platichthys stellatus

A Platichthys a csontos halak (Osteichthyes) főosztályának a sugarasúszójú halak (Actinopterygii) osztályába, ezen belül a lepényhalalakúak (Pleuronectiformes) rendjébe és a lepényhalfélék (Pleuronectidae) családjába tartozó nem.

## Rendszerezésük
A nembe az alábbi 2 faj tartozik:
- érdes lepényhal (Platichthys flesus) (Linnaeus, 1758)
- Platichthys stellatus típusfaj (Pallas, 1787)